# Manuscrits Freising
Els Manuscrits Freising (en eslové: Brižinski spomeniki; en alemany: Freisinger Denkmäler; en llatí: Monumenta Frisingensia) són els primers texts en caràcters llatins en llengua eslava i els documents més antics en eslové.
Una pàgina dels Manuscrits Freising consistent en tres textos en el dialecte eslové més antic es va descobrir en un codi llatí a la ciutat de Freising (en eslové Brižinje, Brižine o Brižinj), a Alemanya. El 1803 els manuscrits es dugueren a la Biblioteca Estatal de Baviera de Múnic.
Sembla que els manuscrits foren escrits al segle ix. Al s. VIII l'estat eslové de Carantània va ser unit al de Baviera i és per això que els manuscrits van aparéixer a Baviera. El seu contingut és litúrgic.
El filòleg eslové Jernej Kopitar va fer-ne una edició en la seua obra Glagolita Clozianus (1836) amb la denominació "Fragments de Freising" (Brižinski spomeniki), amb una traducció i comentaris.
Els manuscrits encara són a la Biblioteca Estatal de Baviera, a Múnic, i han estat traslladats en dues ocasions. En la dècada de 1970 s'exhibiren a la Ciutat del Vaticà i al juny de 2004 a la Biblioteca Nacional i a la Biblioteca de la Universitat de Ljubljana (Eslovènia).
Abans de la Segona Guerra Mundial Silvester Skerl va publicar una còpia dels Manuscrits Freising a l'Akademska Založba de Ljubljana.